# Người chuột Southend

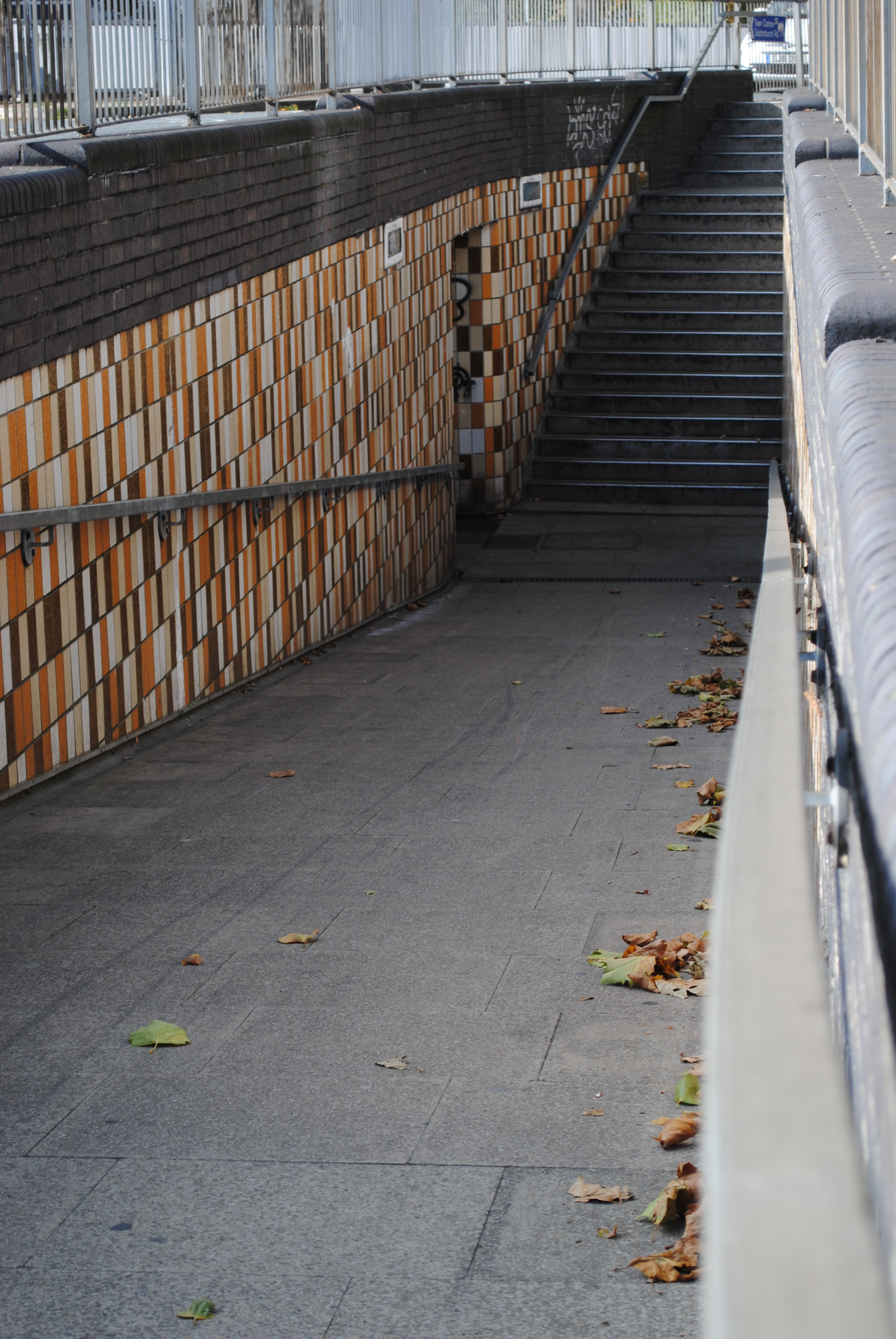
Địa điểm nghi xảy ra các vụ Người chuột đầy ám ảnh ở Southend-on-Sea, Anh.

Người chuột Southend (tiếng Anh: The Ratman of Southend) là truyền thuyết thành thị nước Anh bắt nguồn từ Southend-on-Sea, Essex.
Câu chuyện này kể về một người đàn ông già vô gia cư, đang tìm kiếm nơi trú ẩn khỏi cái lạnh trong đoạn đường hầm thì đột nhiên bị nhóm thanh niên nọ xông vào tấn công và đánh đập gần chết, lạnh cóng và mất máu phần còn lại. Khi ông ấy chết, rất nhiều loài sâu bọ sống trong khu vực đã tụ tập lại và bị người ta phát hiện là đã ăn tươi nuốt sống khuôn mặt của ông ta. Sau đó, có người bất chợt phát hiện một hình bóng ma quái trong đường hầm, rồi sau nghe thấy tiếng kêu như chuột và tiếng cào, như thể những móng vuốt lớn đang di chuyển qua các bức tường.

## Ảnh hưởng văn hóa
Một bộ phim ngắn về Người chuột Southend, do Michael Holiday đạo diễn, đã được công chiếu vào năm 2019 trong liên hoan phim Horror-on-Sea hàng năm ở Southend.
Năm 2020, Afterlight Comics xuất bản Folktales of the Cryptids Vol. 2. Một tuyển tập xoay quanh các sinh vật trong văn hóa dân gian khác nhau, trong đó có Người chuột Southend này.